# Ацетальдегиддегидрогеназа
Ацетальдегиддегидрогеназа — фермент, находящийся в печени человека и катализирующий окисление ацетальдегида СH3СHO до уксусной кислоты CH3COOH.
При генетически обусловленном дефиците данного фермента у организма проявляется непереносимость любых алкогольных напитков, поскольку возникает практически сразу же признаки отравления - тахикардия, головокружение, слабость в ногах, заторможенность мышления, ощущение дереализации и болезненное состояние, напоминающее грипп. Люди с данной генетической особенностью не могут быть алкоголиками. Одновременно, если в организме данный фермент развит очень сильно, и человек не испытывает похмелья, то именно в этом случае риск разрушения печени и поджелудочной железы (эти органы не имеют болевых рецепторов в отличие, например от желудка и кишечника, и поэтому их разрушение происходит для человека незаметно) до состояния фиброза, жирового гепатоза и цирроза печени (необратимое,  паллиативное состояние) а также панкреонекроза (паллиативное состояние) - максимален.  
Современные медицинские исследования  установили, что в печень человека  способна переработать за один раз без повреждения клеточной структуры не более 20 грамм чистого спирта (этанола) для женщин и 40 грамм этанола для мужчин, при условии последующего недельного воздержания от алкоголя. При этом,  масса тела человека и вид спиртного напитка (вино, пиво, водка, коньяк) значения не имеет, поскольку работа ферментов печени настроена непосредственно на переработку химически чистого этанола.

## Применение
Многие препараты для лечения алкоголизма ингибируют (замедляют) действие этого фермента в печени и не позволяют ему превращать ацетальдегид в уксусную кислоту. В результате этого человек получает массу неприятных ощущений из-за отравления ацетальдегидом.